# Entalpija
Entalpija (grč. ἐνϑάλπεıν: grijati unutra; oznaka H) je termodinamička funkcija stanja ravnoteže sustava, koja je zbroj unutrašnje energije U i umnoška tlaka p i obujma (volumena) V sustava i dana je izrazom:
{\displaystyle H=U+p\cdot V}
Entalpiju kao funkciju stanja sustava izveo je i definirao Heike Kamerlingh Onnes iz Gibbsove energije: 
{\displaystyle G=U+p\cdot V-T\cdot S,}
koja opisuje smjer procesa te ravnotežu izobarno-izotermnih sustava kod kojih su tlak i temperatura konstantni. Mjerna jedinica entalpije jest džul (J).
Entalpija otapanja je prirast entalpije pri otapanju tvari kada nastane beskonačno razrijeđena otopina.
Entalpija izgaranja je promjena entalpije koja prati potpuno izgaranje uzorka.
Entalpija prijelaza je prirast entalpije pri prijelazu iz jednog agregatnog stanja u drugo pri stalnom tlaku.
Entalpija stvaranja nekog kemijskog spoja je promjena entalpije pri njegovu stvaranju iz kemijskog elementa.
Molarna entalpija ili množinska entalpija (oznaka Hm) količnik je entalpije i količine tvari n: 
{\displaystyle H_{m}={\frac {H}{n}}}
Mjerna jedinica molarne entalpije jest džul po molu (Jmol–1).
Specifična entalpija (oznaka h) količnik je entalpije i mase tvari m: 
{\displaystyle h={\frac {H}{m}}}
Mjerna jedinica specifične entalpije jest džul po kilogramu (Jkg–1).

## Entalpija i druge termodinamičke veličine
Izrazi koji povezuju entalpiju i druge termodinamičke veličine:
{\displaystyle dH=dU+p\cdot dV+V\cdot dp}
{\displaystyle dH=\delta Q-p\cdot dV+p\cdot dV+V\cdot dp}
{\displaystyle dH=\delta Q+V\cdot dp}
{\displaystyle dH=T\cdot dS+V\cdot dp}
gdje je: Q - toplina, a S - entropija.

### Izobarni proces
Izobarni proces ({\displaystyle p=konst.}):
{\displaystyle dH=\delta Q}
{\displaystyle \left({\frac {\partial H}{\partial T}}\right)_{p}=\left({\frac {\partial Q}{\partial T}}\right)_{p}=c_{p}} (specifični toplinski kapacitet)
{\displaystyle \Delta H=T\cdot dS\Rightarrow \left({\frac {\partial H}{\partial S}}\right)_{p}=T} (definicija temperature za izobarne procese)

### Adijabatski proces
Adijabatski proces ({\displaystyle \Delta Q=0}):
{\displaystyle dH=V\cdot dp\Rightarrow \left({\frac {\partial H}{\partial p}}\right)_{Q,S}=V}
{\displaystyle \Delta H=H_{2}-H_{1}=\int _{1}^{2}Vdp}